# Макаров, Владимир Павлович (полный кавалер ордена Славы)
Владимир Павлович Макаров (20 июля 1922, Горки — 3 сентября 1994, Санкт-Петербург) — участник Великой Отечественной войны, полный кавалер ордена Славы. На момент представления к награждению орденом Славы 1-й степени — командир расчёта 76-миллиметрового орудия 1973-го истребительно-противотанкового артиллерийского полка (48-я отдельная истребительно-противотанковая бригада, 10-я гвардейская армия, 2-й Прибалтийский фронт), старший сержант.
Награждён двумя орденами Отечественной войны 1-й степени (11 мая 1945; 06 апреля 1985), орденами Красной Звезды (27 июня 1942), Славы 1-й (31 марта 1944), 2-й (24 августа 1944) и 3-й (29 июня 1945) степени, медалями.

## Биография
Родился 20 июля 1922 года в деревне Горки в семье крестьянина. Русский. Член ВКП(б)/КПСС с 1942 года. Окончил 8 классов. Работал экспедитором в машинно-тракторной станции Кексгольмского района (Карелия).
В Красной Армии с августа 1941 года. В боях Великой Отечественной войны с сентября 1941 года. Воевал на Ленинградском фронте в составе 42-й армии. Участвовал в оборонительных боях на Пулковском рубеже. В июле 1942 года наводчик 5-го артиллерийского полка противотанковой обороны ефрейтор Макаров награждён орденом Красной Звезды.
Командир расчёта 76-миллиметрового орудия 1973-го истребительно-противотанкового артиллерийского полка старший сержант Макаров в ночь на 10 марта 1944 года в боях за высоту 40,3 на подступах к Пскову при отражении атаки пехоты и танков противника выкатил пушку на открытую позицию, прямой наводкой уничтожил 20 вражеских солдат. Когда орудие было выведено из строя, личным оружием и гранатами отразил десять контратак врага. Был ранен, но поля боя не покинул.
31 марта 1944 года награждён орденом Славы 3-й степени (№ 17528).
За период с 16 по 28 июля 1944 года в ходе боёв к северо-западу от села Пушкинские Горы, ведя огонь прямой наводкой, разрушил два дзота, проделал три прохода в проволочных заграждениях, уничтожил два открыто расположенных пулемёта и истребил до 30 солдат противника.
21 июля 1944 года в районе деревни Елины ворвался в расположение противника и прямой наводкой поразил противотанковое орудие, захватил в плен двух немецких солдат и доставил их в штаб.
24 августа 1944 года был награждён орденом Славы 2-й степени (№ 805).
В дальнейшем участвовал в боях по освобождению Псковской области и Латвии в ходе Режицко-Двинской, Мадонской и Рижской операций, разгроме курляндской группировки противника.
21 декабря 1944 года в районе Айзлекни-Церини (Латвия) из орудия подавил три станковых и три ручных пулемёта, чем обеспечил успешное продвижение пехоты.
22 декабря 1944 года он заменил выбывшего из строя командира взвода и отразил четыре контратаки врага, уничтожив при этом до 20 солдат, подбил два самоходных орудия.
Указом Президиума Верховного Совета СССР от 29 июня 1945 года награждён орденом Славы 1-й степени (вручен в 1951 году). Стал полным кавалером ордена Славы.
После войны продолжал службу в армии, окончил военное училище. В 1974 году уволен в запас в звании полковника. Работал инженером на Ленинградской междугородной телефонной станции. Участник Парадов Победы на Красной площади в Москве 24 июня 1945 года и 9 мая 1985 года. Был председателем клуба полных кавалеров ордена Славы, членом президиума Ленинградской секции ветеранов войны.
Жил в Ленинграде. Скончался 3 сентября 1994 года. Похоронен на кладбище поселка Горская (ныне — Курортного района Санкт-Петербурга).